# Poulain-Farman
Poulain-Farman z roku 1921 je jednou z průkopnických konstrukcí letadel poháněných pouze lidskou silou, respektive historicky prvním létajícím šlapacím kolem. Konstrukci a stavbu provedl Henri Farman, který měl již zkušenosti se stavbou motorových letadel. "Poulain" v názvu stroje je příjmením francouzského cyklisty Gabriela Poulaina, který tento stroj pilotoval/poháněl.

## Historie

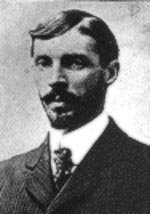
Henri Farman

V roce 1912 vypsal francouzský průmyslník Robert Peugeot cenu na podporu vývoje letadla schopného letu pouze pomocí pohonu lidskou silou. 
Pro získání odměny 10 000 franků bylo potřeba sestrojit a úspěšně předvést stroj, který pouze silou svalů pilota bude schopen uletět vzdálenost alespoň 10 metrů a dosáhnout přitom výšky letu 1 metr nad zemí.
V průběhu následujících devíti let bylo uskutečněno několik pokusů pro získání této ceny, ovšem neúspěšně. Teprve v roce 1921 splnil požadované podmínky stroj Poulain-Farman.

## Stavba letadla
Francouzský konstruktér Henri Farman měl již několikaleté zkušenosti se stavbou motorových letadel, vyvaroval se tedy úsměvných pokusů dalších zájemců o získání vypsané ceny sestrojit letadlo s mávavými křídly. Jiné konstrukce měly naopak pevná křídla, pro stabilizaci stroje při rozjezdu to byly často tříkolky a běžná letecká vrtule byla poháněna pomocí klasických převodů jízdních kol (tedy pomocí ozubených kol a cyklistických řetězů).
Henri Farman vypočítal, že pro "skok" dlouhý 10 metrů postačí pouze kluzák, kterému bude udělena dostatečná rychlost potřebná pro vzlet. Navíc na přelet tak krátké vzdálenosti není potřeba prvků pro směrové řízení stroje. Jejich nepoužitím v konstrukci a zavrhnutím vrtule (a složitého převodu k jejímu pohonu), bylo ušetřeno mnoho kilogramů, které ostatním strojům znemožňovaly odlepit se vůbec od země. 
Motorová letadla Farman té doby byla konstruována jako dvojplošníky, Poulain-Farman tedy převzal tuto koncepci a křídla o rozpětí 6 metrů byla přidělána ke klasickému jízdnímu kolu.

## Lety
9. července 1921 byl Robert Peugeot pozván k pokusu o získání jím vypsané ceny. Pokus se uskutečnil v pařížském Bois de Boulogne (Bouloňský lesík). Francouzský závodník Gabriel Poulain rozjel stroj na rychlost přesahující 46 km/h a odlepil se od země. Po úspěšném pokusu (kdy překonal vzdálenost i výšku požadovanou pro získání ceny) let zopakoval i v opačném směru. Delší z letů měl hodnotu 11,98 metrů.
Úspěch Poulain-Farman byl dán tím, že oproti ostatním konstruktérům se Henri Farman nesnažil o stavbu opravdu létajícího letadla na lidský pohon, ale vytvořil kluzák, kterému pilot pouze dodal počáteční rychlost nutnou pro vzlet do výšky, ze které poté stroj volným letem doklouzal opět na zem.

## Technické údaje
- Koncepce: dvouplošník
- Rozpětí: 6 m
- Plocha křídla: 12,08 m²
- Hmotnost (celková): 91 kg